# Kapelle St. Magdalena (Lochau)

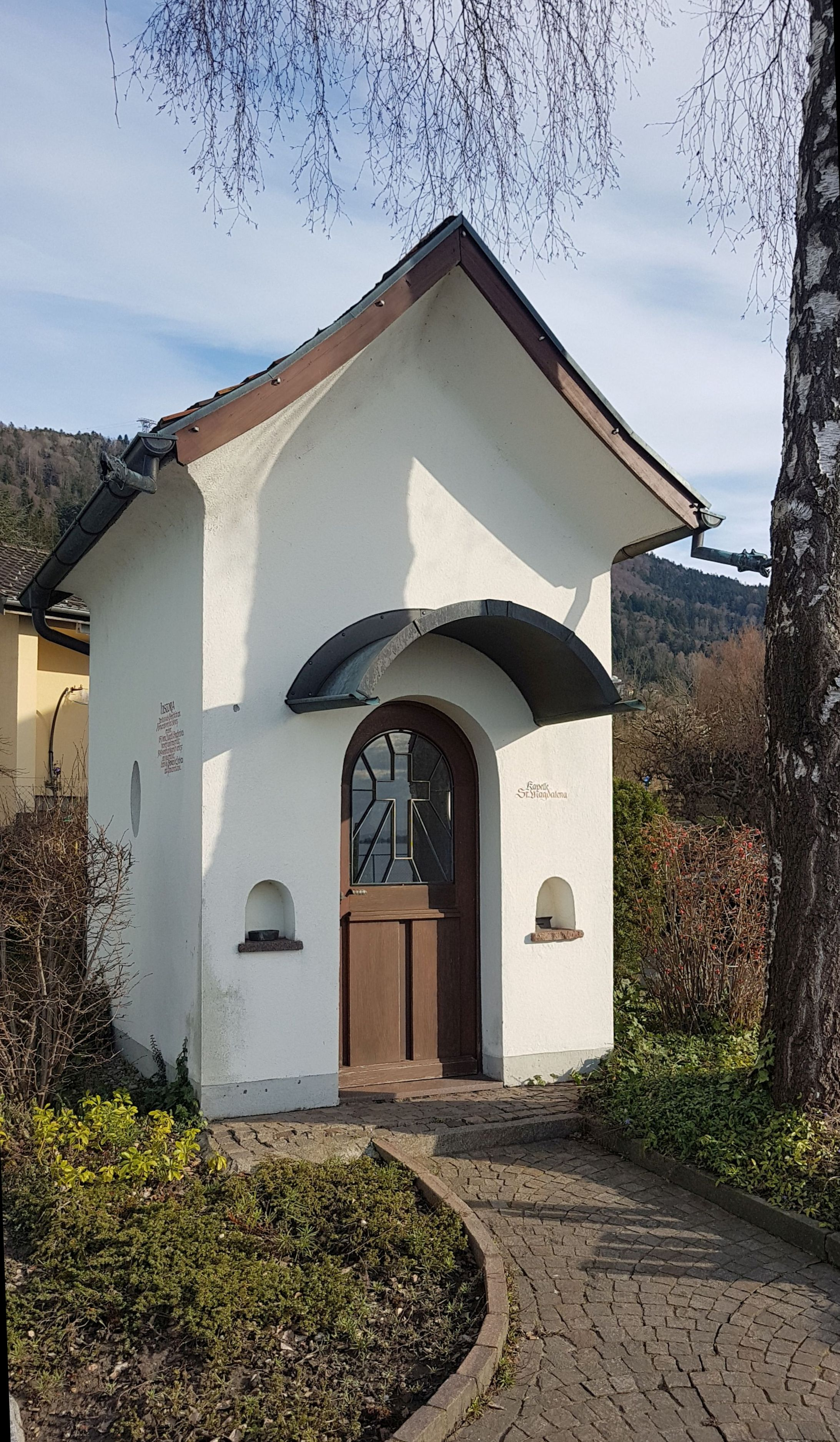
Kapelle St. Magdalena in Lochau

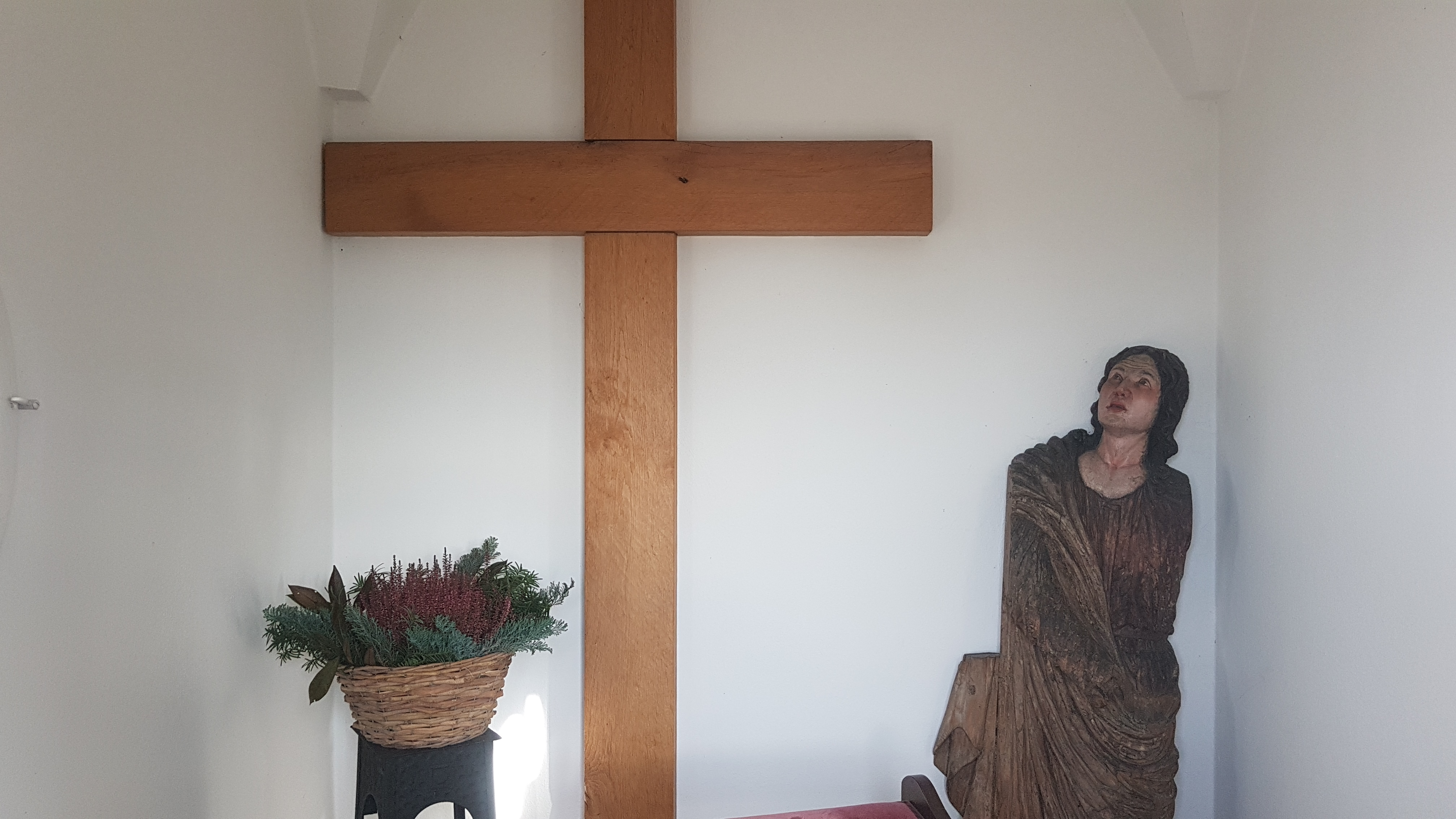

Die römisch-katholische Kapelle St. Magdalena (auch Kapelle hl. Maria Magdalena, Kapelle am Tannebach, Kapelle der Armen, Galgenkapelle, Büßerkapelle, Magdalena-Kapelle nach Magdalena der Büßerin genannt) in Lochau, Vorarlberg, Österreich gehört zur Pfarre Lochau und gehört damit zum Dekanat Bregenz in der Diözese Feldkirch.
Die Kapelle ist der heiligen Maria Magdalena geweiht. Das Patrozinium wird am 3. Juli gefeiert.

## Lage
Die Kapelle liegt in der Parzelle Klausmühle heute auf etwa 399 m ü. A. etwas versteckt und zurückgesetzt zwischen Einfamilienhäusern und Wohnblöcken. Die Kapelle ist etwa 45 Meter Luftlinie vom westlich gelegenen vom Bodensee entfernt, 31 Meter vom südlich gelegenen  Klausmühlebach und 45 Meter von der Neuen Schanze.
Zum Zentrum von Bregenz sind es etwa 0,5 Kilometer Luftlinie, zum Zentrum der Gemeinde Lochau etwa 2 Kilometer.

## Geschichte
Diese Kapelle wurde 1643 erstmals urkundlich erwähnt. 1648 wird die Kapelle im Vorarlberger Kriegsgeschichtsbuch 1600 bis 1648 von Franz Ransperg (Pater in der Territorialabtei Wettingen-Mehrerau), genannt. 1831 wird diese Kapelle, anlässlich des Baues der Straße entlang dem Bodenseeufer im Weg, in Richtung Pfänder verlegt und neu errichtet. In der Standrede von Stadtpfarrer Ch. Anton Walser 1834 wird die Kapelle als „Armensünderkapelle“ erwähnt. Die Kapelle verfiel mit den Jahren immer mehr. 1986 trifft das Bundesdenkmalamt die Feststellung, dass die „derzeit“ ruinöse Kapelle aus der Biedermeierzeit 1800 bis 1848 stammen dürfte.  1989 wurde die desolate Kapelle nochmals versetzt und durch die Gemeinde Lochau und Privatinitiativen neu errichtet und neu eingeweiht.
Die Kapelle war über Jahrhunderte die letzte Buß-Station für die Menschen, die am dahinterliegenden Galgenhügel (Richtplatz der Stadt Bregenz)  hingerichtet werden sollten und wird daher auch als: Kapelle der Armen, Galgenkapelle, Büßerkapelle, Magdalena-Kapelle nach Magdalena der Büßerin, genannt.

## Gebäude
Die Kapelle ist ein nach allen Seiten freistehender Steinbau (etwa 4 Meter hoch, 2 Meter breit und 3 Meter lang) mit einem steilen Satteldach, das mit Biberschwanzziegeln eingedeckt ist. Von der Größe und Funktion her handelt es sich dabei mehr um einen Kapellenbildstock, da lediglich eine Person darin Platz hat.
In der Kapelle befindet sich ein schlichtes Holzkreuz und eine geschnitzte Statue, welche Maria Magdalena darstellt.